# No Way Out (альбом Puff Daddy)
No Way Out — дебютный студийный альбом американского рэпера Puff Daddy, выпущенный 22 июля 1997 года на лейбле Bad Boy Records. Авторство альбома «The Family» относится к гостевым участиям от его коллег по лейблу и других артистов.
Puff Daddy активно работал с The Notorious B.I.G. и группой продюсеров The Hitmen при создании альбома, в котором произошли изменения после убийства The Notorious B.I.G. за несколько месяцев до релиза. Это сильно повлияло на Puff Daddy, что он показывает в альбоме сочетанием агрессивной и вдумчивой лирики под грубый продакшн, чтобы передать его изменяющееся эмоциональное состояние до и после смерти его друга.
Дополнительный продакшн был предоставлен J-Dub, Rashad Smith, Jazz и Yogi. В записи альбома приняли участие рэперы The Notorious B.I.G., Busta Rhymes, Mase, Lil' Kim, Jay-Z, Black Rob, The LOX, Twista, Foxy Brown, а также R&B-исполнители Carl Thomas, Ginuwine, Faith Evans и 112.
No Way Out имел значительный коммерческий успех, дебютировав под номером один в чарте Billboard 200 и под номером 58 в чарте Top R&B/Hip Hop Albums, но уже через неделю занял первое место. По данным Soundscan, за первую неделю была продана 561 тысяча копий альбома. В 2000 году альбом стал семикратно «платиновым» по продажам в США, и на сегодняшний день он остаётся самым продаваемым альбомом рэпера. В 1998 году Пафф Дэдди был номинирован на пять премий на 40-й церемонии вручения премий «Грэмми», выиграв премию «Грэмми» за лучший рэп-альбом.
Пять синглов из альбома попали в чарты американского журнала Billboard. «I’ll Be Missing You» стал мировым хитом, и первой рэп-песней, дебютировавшей под номером один в чарте Billboard Hot 100. «Can’t Nobody Hold Me Down» также достиг первого места, в то время как «It’s All About the Benjamins» и «Been Around the World» достигли второго места. Синглы также стали успешными в чарте UK Singles Chart в Великобритании. В 1998 году «I’ll Be Missing You» выиграл премию «Грэмми» за лучшее рэп-исполнение дуэтом или группой на 40-й церемонии вручения премий «Грэмми».

## Предыстория и запись
Говоря о названии альбома, Puff Daddy сказал, что из-за смерти The Notorious B.I.G. 9 марта 1997 года он почувствовал, что «нет выхода» (англ. no way out) из положения, в котором они были. Лирическое содержание альбома наполнено некоторыми из его эмоций, которые он чувствовал, оплакивая потерю своего близкого друга. В песне под названием «Is This the End?» (с англ. — «Это конец?») он рассказывает о том, как пережил стрельбу из автомобиля, которая произошла в Лос-Анджелесе, штат Калифорния, которая унесла жизнь The Notorious B.I.G. Первоначально альбом назывался Puff Daddy & The Goodfellas (с англ. — «Пафф Дэдди и славные парни»), затем его планировалось назвать Hell Up in Harlem (с англ. — «Ад воцарился в Гарлеме»), но после смерти The Notorious B.I.G. Пафф Дэдди решил сменить название альбома на No Way Out (с англ. — «Нет выхода»). Как обсуждалось в книге Unbelievable: The Life, Death, and Afterlife of The Notorious B.I.G. автора Чео Ходари Кокера, вес войны побережий и сопутствующие угрозы отразились на Комбсе и окружающих его. Было решено, что им нужно укрыться и сосредоточиться на создании хитов. Поэтому, Комбс взял продюсеров Стивена «Stevie J.» Джордана, Дерика «D-Dot» Анджелетти, Нашима Мирика и Рона «Amen-Ra» Лоуренса, а также инженеров Акселя Нихауса и Тони Мазерати и отвёз их в студию Caribbean Sound Basin в Маравале, Тринидад, вместе со всем, что им было нужно для изготовления хитов. В книге Паффи цитируется так: «В течение следующих двух лет я хочу держать радио под контролем. Позвоните подруге, жене или кому-то ещё, и дайте им знать, что вас не будет рядом в течение нескольких недель. Мы собираемся уйти от всей этой драмы, объединить наши усилия, и когда мы вернёмся, мы вернёмся с хитами». Этот материал позже будет использоваться в альбомах No Way Out, Life After Death и других альбомах Bad Boy с 1997 по 1999 год. Песня под названием «No Way Out» в исполнении Паффа Дэдди появилась в саундтреке к фильму Деньги решают всё (1997), но не была включена в этот альбом.
The Notorious B.I.G. несколько раз появляется в альбоме No Way Out в качестве гостя, но только три из его четырёх куплетов в альбоме были записаны с таким намерением. Первый трек в альбоме, «Victory», содержит пару его куплетов, которые были записаны за день до того, как он был застрелен, и являются последними рифмами, которые рэпер когда-либо создал. В песне «Young G’s» используется куплет Бигги, который был записан им во время сессии альбома Ready to Die. Куплеты, которые исполнил Пафф Дэдди в песне «I’ll Be Missing You», написал бруклинский рэпер Sauce Money, после того, как постоянный гострайтер Паффи, Jay-Z, отказался от предложения. Sauce Money также написал текст для песни «Do You Know?». «I Love You, Baby» изначально была сольной песней Black Rob, но Дэдди заменил третий куплет Роба своим собственным и взял песню к себе в альбом. Оригинальная версия песни «All About the Benjamins» вышла в 1996 году на микстейпе DJ Clue Holiday Holdup, в ней участвовал Паффи вместе с Jadakiss и Sheek из группы The Lox.

## Коммерческий успех
В Соединённых Штатах альбом возглавлял чарты журнала Billboard, и за первую неделю было продана 561 тысяча копий. Альбом возглавлял музыкальные чарты по всему миру в течение 24 недель подряд. В 1998 году No Way Out выиграет премию 
премию «Грэмми» за лучший рэп-альбом. 7 сентября 2000 года альбом был сертифицирован Ассоциацией звукозаписывающей индустрии Америки (RIAA) как семикратно «платиновый» и был продан в количестве более 7 миллионов копий в США. На сегодняшний день он остаётся самым коммерчески успешным альбомом Комбса. Он также породил пять коммерчески успешных синглов, самым успешным из которых был всемирный хит «I’ll Be Missing You», трибьют-песня, посвящённая The Notorious B.I.G., которая стала первой рэп-песней, когда-либо дебютировавшей под номером один в чарте Billboard Hot 100, и оставалась на вершине чарта в течение 11 недель подряд, в то же время возглавляя несколько других чартов по всему миру. Мелодия для «I’ll Be Missing You» взята из хита группы The Police 1983 года «Every Breath You Take». Другие четыре сингла, попавшие в журнал Billboard также были коммерчески успешными. «Can’t Nobody Hold Me Down» также, как и «I’ll Be Missing You», занял первое место в чарте Billboard Hot 100, в то время как «Been Around the World» и «It’s All About the Benjamins» заняли второе место. Ещё один сингл, «Victory», занял 19 место в Billboard Hot 100. В 1997 году среди десяти песен, которые заняли первое место в списке Billboard Hot 100, четыре из них принадлежали Bad Boy Records.

## Видеоклипы
В музыкальном видео на песню «Been Around the World» снялась Дженнифер Лопес, которая проявляет любовный интерес к Паффу Дэдди в вымышленной сюжетной линии. Положительный приём видеоклипа привёл к широкому распространению слухов о личных отношениях между ними в средствах массовой информации. Это было позже подтверждено, когда Пафф Дэдди и Лопес встречались в конце 1990-х годов. Кроме того, музыкальное видео на песню «Victory» было одним из самых дорогих музыкальных видеоклипов когда-либо созданных.

## Приём критиков
| Оценки критиков            | Оценки критиков |
| Источник                   | Оценка          |
| -------------------------- | --------------- |
| AllMusic                   | [ 1 ]           |
| Christgau's Consumer Guide | [ 16 ]          |
| Entertainment Weekly       | C+              |
| Pitchfork                  | 7.8/10          |

Альбом получил смешанные отзывы от музыкальных критиков. Лео Стэнли из AllMusic оценил альбом на четыре звезды из пяти, добавив: «Когда он дебютировал в соло, The Notorious B.I.G. был убит, и эта потеря тяжело отразилась на сознании Паффа на протяжении No Way Out. Несмотря на то, что в альбоме повсюду разбросаны весёлые вечеринки, большая часть альбома наполнена страхом, печалью и гневом, и это видно не только из трибьют-песни „I’ll Be Missing You“, а также на гангстерских гимнах, таких как „It’s All About the Benjamins“. Это чувство потери делает No Way Out более существенным альбомом, чем большинство хип-хоп релизов середины 90-х, и даже если в нём есть недостатки — слишком много гостей, и он звучит немного долго — тем не менее, это — неотразимый, душераздирающий альбом, который устанавливает Puff Daddy как важного рэпера в своём деле.».
Джей Ди Консидайн из Entertainment Weekly оценил альбом на «C+», добавив: «Комбс, не желая просто оплакивать своего приятеля B.I.G., обнаруживает, что размышляет над смыслом самой смерти. Названия песен говорят обо всём: „Нет выхода“, „Если я умру сегодня вечером“, „Это конец?“. Очевидно, оригинальность не является сильной стороной Puff Daddy. Но трудно быть оригинальным, когда ты тратишь столько энергии на самодраматизирующее отчаяние. То, что Паффи будет представлять себя как своего рода хип-хоп Гамлета, само по себе не так страшно; по крайней мере, нас пощадили „Бедный Бигги. Я хорошо его знал“. Но, как и датский принц, он может обнаружить, что все эти суровые размышления мешают ему увидеть правду — что-то гнилое, и это точно не в Дании.».

## Список композиций
Все треки, за исключением «Young G’s», были спродюсированы участниками собственной продакшн-команды лейбла Bad Boy, The Hitmen. Список треков был слегка изменён в ремастированном издании альбома, где он был сокращён до тринадцати песен.
| №                   | Название                                                                                | Автор(ы)                                                                           | Продюсер(ы)                  | Длительность |
| ------------------- | --------------------------------------------------------------------------------------- | ---------------------------------------------------------------------------------- | ---------------------------- | ------------ |
| 1.                  | «No Way Out (Intro)»                                                                    | Sean Combs Steven Jordan                                                           | Stevie J                     | 1:22         |
| 2.                  | «Victory» (feat. The Notorious B.I.G. & Busta Rhymes)                                   | Combs Christopher Wallace Trevor George Smith Jr. Jordan                           | Stevie J Puff Daddy [a]      | 4:56         |
| 3.                  | «Been Around the World» (feat. The Notorious B.I.G. & Mase)                             | Combs Wallace Mason Betha Deric Angelettie Ron Lawrence                            | Puff Daddy D-Dot Amen-Ra [a] | 5:25         |
| 4.                  | «What You Gonna Do?»                                                                    | Combs Lawrence Nashiem Myrick                                                      | Puff Daddy Amen-Ra Myrick    | 4:55         |
| 5.                  | «Don't Stop What You're Doing» (feat. Lil' Kim)                                         | Combs Kimberly Jones Ron Lawrence                                                  | Puff Daddy Ron Lawrence [b]  | 3:58         |
| 6.                  | «If I Should Die Tonight (Interlude)» (feat. Carl Thomas)                               | Combs Carl Thomas Jeffery Walker                                                   | Puff Daddy J-Dub [b]         | 2:59         |
| 7.                  | «Do You Know?»                                                                          | Combs Angelettie                                                                   | Puff Daddy D-Dot [c]         | 6:06         |
| 8.                  | «Young G’s» (feat. The Notorious B.I.G. & Jay-Z)                                        | Combs Shawn Carter Wallace Burton Smith                                            | Rashad Smith                 | 5:25         |
| 9.                  | «I Love You, Baby» (feat. Black Rob)                                                    | Combs Robert Ross Lawrence Jay Garfield                                            | Jesse «Corparal» Wilson      | 4:03         |
| 10.                 | «It’s All About the Benjamins (Remix)» (feat. The Notorious B.I.G., Lil' Kim & The LOX) | Combs Sean Jacobs Jason Phillips David Styles Wallace Jones                        | Puff Daddy D-Dot             | 4:38         |
| 11.                 | «Pain»                                                                                  | Combs Myrick                                                                       | Puff Daddy Myrick [a]        | 5:08         |
| 12.                 | «Is This the End?» (feat. Ginuwine, Twista & Carl Thomas)                               | Combs Thomas Elgin Lumpkin Carl Mitchell Jordan                                    | Puff Daddy Stevie J [b]      | 4:34         |
| 13.                 | «I Got the Power» (feat. The LOX)                                                       | Combs Jacobs Phillips Styles Jonathan Burks                                        | Puff Daddy Big Jaz           | 4:05         |
| 14.                 | «Friend» (feat. Foxy Brown)                                                             | Combs Inga Marchand Jordan                                                         | Puff Daddy Stevie J          | 6:37         |
| 15.                 | «Señorita»                                                                              | Combs Jason Graham                                                                 | Puff Daddy Yogi              | 4:07         |
| 16.                 | «I’ll Be Missing You» (feat. Faith Evans & 112)                                         | Combs Faith Evans Quinnes Parker Daron Jones Marvin Scandrick Michael Keith Jordan | Puff Daddy Stevie J          | 5:43         |
| 17.                 | «Can’t Nobody Hold Me Down» (feat. Mase)                                                | Combs Betha Carlos Broady Myrick                                                   | Puff Daddy 6 July Myrick     | 3:51         |
| Общая длительность: | Общая длительность:                                                                     | Общая длительность:                                                                | Общая длительность:          | 77:52        |

Примечания
- ↑  означает сопродюсер
- ↑  означает дополнительного продюсера
- ↑  означает дополнительный музыкальный вклад

### Семплы
Информация о семплах была взята из отсканированного буклета компакт-диска No Way Out.

| Victory - Bill Conti — «Going the Distance» (1976) Been Around the World - David Bowie — «Let’s Dance» (1983) - Lisa Stansfield — «All Around the World» (1989) - Roy Ayers — «Feeling Good» (1982) What You Gonna Do? - Eddie Holman — «It’s Over» (1977) - Christión — «Full of Smoke» (1977) Don’t Stop What You’re Doing - Yarbrough & Peoples — «Don’t Stop the Music» (1980) - Stevie Wonder — «You Haven't Done Nothin'» (1974) If I Should Die Tonight (Interlude) - Marvin Gaye — «If I Should Die Tonight» (1973) (cover) Do You Know? - The Gaturs — «Concentrate» (feat. Willie Tee) (1994) - Diana Ross — «Theme From Mahogany (Do You Know Where You’re Going To)» (1975) Young G’s - Oliver Sain — «On the Hill» (1972) - Donny Hathaway — «Little Ghetto Boy» (1972) I Love You, Baby - Yma Sumac — «Xtabay (Lure of the Unknown Love)» (1950) It’s All About the Benjamins - Love Unlimited — «I Did It for Love» (1976) - The Jackson 5 — «It’s Great to Be Here» (1971) | Pain - Roberta Flack — «Let's Stay Together» (1994) Is This the End? - New Edition — «Is This the End» (1983) I Got the Power - Mother's Finest — «Don’t Wanna Come Back» (1978) Friend - Average White Band — «Person to Person» (1974) - Tito Rodriguez — «Descarga Cachao» (1965) Señorita - Ohio Players — «Little Lady Maria» (1976) - India — «No Me Conviene» (feat. Tito Nieves) (1994) I’ll Be Missing You - The Police — «Every Breath You Take» (1983) - The Humbard Family — «I’ll Fly Away» (1940) - Samuel Barber — «Adagio for Strings» (1936) Can’t Nobody Hold Me Down - Matthew Wilder — «Break My Stride» (1983) - Grandmaster Flash and The Furious Five — «The Message» (feat. Grandmaster Melle Mel and Duke Bootee) (1982) - Michael Jackson — «Rock With You» (1979) - George Clinton — «Atomic Dog» (1982) - Billy Squier — «Big Beat» (1980) |

## Участники записи
Участники записи для альбома No Way Out взяты из AllMusic.
- Чарльз «Принц Чарльз» Александр — сведение
- Дерик «D-Dot» Анджелетти — ассоциированный исполнительный продюсер, композитор, продюсер
- Лоррен Аргумендес — помощник инженера
- Майкл Бенабиб — фотография
- Карлос «6 July» Броади — продюсер
- Шон «Puffy» Комбс — инженер, сведение, продюсер, исполнительный продюсер
- Билл Конти — композитор
- Лейн Крэйвен — инженер, сведение
- Стивен Дент — инженер, программист
- Джон Итон — инженер
- Джей Гарфилд — продюсер
- Рашид Гудлоу — помощник инженера
- Джей-Даб — продюсер
- Стиви Дж. — пианино, продюсер, программист
- Джаз — продюсер
- Стив Джонс — помощник инженера
- С. Джордан — композитор
- Майкл Лавин — фотография
- Рон «Amen-Ra» Лоуренс — композитор, продюсер
- Аль Мачера — инженер
- Тони Мазерати — сведение
- Джон Мередит — помощник инженера
- Линн Монтроуз — помощник инженера
- Нашим Мирик — продюсер
- Аксель Нихаус — инженер
- Майкл Паттерсон — инженер, сведение
- Диана Педраза — инженер
- Херб Пауэрс — мастеринг
- Келли Прайс — вокал
- Кристофер Уоллес — исполнительный продюсер
- Дуг Уилсон — инженер
- Йоги — продюсер

## Чарты

### Еженедельные чарты
| Чарт (1997)                               | Высшая позиция |
| ----------------------------------------- | -------------- |
| США (Billboard 200)                       | 1              |
| США (Billboard Top R&B/Hip-Hop Albums)    | 1              |
| Австралия (ARIA)                          | 17             |
| Австрия (Ö3 Austria)                      | 1              |
| Бельгия/Фландрия (Ultratop)               | 9              |
| Бельгия/Валлония (Ultratop)               | 24             |
| Великобритания (UK Albums Chart)          | 8              |
| Великобритания (UK R&B Chart) (OCC)       | 1              |
| Германия (Offizielle Top 100)             | 2              |
| Канада (Canadian Albums Chart)            | 1              |
| Нидерланды (Album Top 100)                | 6              |
| Новая Зеландия (New Zealand Albums Chart) | 12             |
| Норвегия (VG-lista)                       | 11             |
| Франция (SNEP)                            | 18             |
| Финляндия (Suomen virallinen lista)       | 9              |
| Швеция (Sverigetopplistan)                | 6              |
| Швейцария (Schweizer Hitparade)           | 1              |

### Итоговые годовые чарты (альбом)
| Чарт (1997)                    | Позиция |
| ------------------------------ | ------- |
| Billboard 200                  | 10      |
| Top R&B Albums (Billboard)     | 5       |
| Германия (German Albums Chart) | 36      |

| Чарт (1998)                | Позиция |
| -------------------------- | ------- |
| Billboard 200              | 23      |
| Top R&B Albums (Billboard) | 37      |

### Синглы
| 1997 | «I’ll Be Missing You»          | 1  | 1  | 1  | 1 |
| 1997 | «Can’t Nobody Hold Me Down»    | 19 | 1  | 1  | 1 |
| 1997 | «It’s All About the Benjamins» | 18 | –  | –  | – |
| 1998 | «Been Around the World»        | 20 | 2  | 7  | 1 |
| 1998 | «Victory»                      | –  | 19 | 13 | 2 |

### Итоговые годовые чарты (синглы)
| Год  | Песня                          | Позиции в чартах            | Позиции в чартах                  | Позиции в чартах            | Позиции в чартах            | Позиции в чартах                  | Позиции в чартах            | Позиции в чартах            | Позиции в чартах                               |
| Год  | Песня                          | Hot 100 Singles (Billboard) | Hot 100 Singles Sales (Billboard) | Hot 100 Airplay (Billboard) | Hot R&B Singles (Billboard) | Hot R&B Singles Sales (Billboard) | Hot R&B Airplay (Billboard) | Hot Rap Singles (Billboard) | Hot Dance Music/Maxi-Singles Sales (Billboard) |
| ---- | ------------------------------ | --------------------------- | --------------------------------- | --------------------------- | --------------------------- | --------------------------------- | --------------------------- | --------------------------- | ---------------------------------------------- |
| 1997 | «I’ll Be Missing You»          | 3                           | 2                                 | 19                          | 2                           | 1                                 | 24                          | 1                           | 1                                              |
| 1997 | «Can’t Nobody Hold Me Down»    | 5                           | 3                                 | –                           | 4                           | 2                                 | 36                          | 2                           | 4                                              |
| 1997 | «It’s All About the Benjamins» | –                           | –                                 | –                           | –                           | –                                 | 29                          | –                           | –                                              |
| 1998 | «Been Around the World»        | 19                          | 5                                 | –                           | 21                          | 21                                | –                           | –                           | 40                                             |
| 1998 | «Victory»                      | 68                          | 44                                | –                           | 49                          | 27                                | –                           | –                           | –                                              |

## Сертификации

### Альбом
| Регион | Сертификация  | Продажи    |
| --- | ------------- | ---------- |
| Великобритания (BPI) | Золотой       | 100 000^   |
| Канада (Music Canada) | 6× Платиновый | 600 000^   |
| Нидерланды (NVPI) | Золотой       | 50 000^    |
| Франция (SNEP) | Золотой       | 100 000*   |
| Швейцария (IFPI Switzerland)                                                                                             | Платиновый    | 50 000^    |
| Швеция (GLF) | Золотой       | 40 000^    |
| США (RIAA) | 7× Платиновый | 7 000 000^ |
| * Данные о продажах приведены только на основе сертификации. ^ Данные о тиражах приведены только на основе сертификации. |               |            |

### Синглы
| Регион | Сертификация  | Продажи    |
| --- | ------------- | ---------- |
| Австралия (ARIA) · «I’ll Be Missing You»                                                                                 | 2× Платиновый | 140 000^   |
| Австрия (IFPI Austria) · «I’ll Be Missing You»                                                                           | 2× Платиновый | 100 000*   |
| Бельгия (BEA) · «I’ll Be Missing You»                                                                                    | 4× Платиновый | 200 000*   |
| Великобритания (BPI) · «I’ll Be Missing You»                                                                             | 3× Платиновый | 1 800 000^ |
| Германия (BVMI) · «I’ll Be Missing You»                                                                                  | 3× Платиновый | 1 500 000^ |
| Канада (Music Canada) · «I’ll Be Missing You»                                                                            | Платиновый    | 100,000^   |
| Нидерланды (NVPI) · «I’ll Be Missing You»                                                                                | 2× Платиновый | 150 000^   |
| Норвегия (IFPI Norway) · «I’ll Be Missing You»                                                                           | Платиновый    | 10 000*    |
| Франция (SNEP) · «I’ll Be Missing You»                                                                                   | Золотой       | 492,000    |
| Швейцария (IFPI Switzerland) · «I’ll Be Missing You»                                                                     | 2× Платиновый | 100 000^   |
| Швеция (GLF) · «I’ll Be Missing You»                                                                                     | 2× Платиновый | 60 000^    |
| США (RIAA) · «I’ll Be Missing You»                                                                                       | 3× Платиновый | 3,000,000^ |
| США (RIAA) · «Can’t Nobody Hold Me Down»                                                                                 | 2× Платиновый | 2,000,000^ |
| США (RIAA) · «Been Around the World»                                                                                     | Платиновый    | 1,000,000^ |
| США (RIAA) · «Victory»                                                                                                   | Золотой       | 500,000^   |
| * Данные о продажах приведены только на основе сертификации. ^ Данные о тиражах приведены только на основе сертификации. |               |            |

## Награды и номинации
В 1997 году за альбом No Way Out Puff Daddy выиграл в номинации «Рэп-исполнитель года» на церемонии Billboard Music Awards. В том же году за альбом рэпер был номинирован в категории «Лучший новый исполнитель» на церемонии MTV Europe Music Awards, а год спустя на той же церемонии был номинирован в категориях «Лучший мужской исполнитель» и «Лучший рэп-исполнитель». В 1998 году за свой дебют Puff Daddy был номинирован на премию «Грэмми» лучшему новому исполнителю на 40-й церемонии вручения премий «Грэмми». На той же церемонии альбом No Way Out выиграл премию «Грэмми» за лучший рэп-альбом. В 1998 году на церемонии Soul Train Music Awards альбом был номинирован в двух категориях «Лучший R&B/Soul или рэп-альбом года» и «Лучший R&B/Soul альбом - группы или дуэта».
Синглы из альбома также были удостоены наград и номинаций. В 1997 году «I’ll Be Missing You» выиграл в номинации «Рэп-сингл года» на церемонии Billboard Music Awards, в то время как видео на песню выиграло в номинации «Лучшее R&B-видео» на церемонии MTV Video Music Awards. В том же году на церемонии MTV Europe Music Awards песня была номинирована в двух категориях «Лучшая песня» и «Выбор MTV». В 1998 году «I’ll Be Missing You» выиграл премию «Грэмми» за лучшее рэп-исполнение дуэтом или группой на 40-й церемонии вручения премий «Грэмми». В том же году на церемонии Soul Train Music Awards сингл был номинирован на «Лучший R&B/Soul сингл — группы или дуэта», а видео на него выиграло в номинации «Лучшее R&B/Soul или рэп-видео». В 1998 году видео на песню «It’s All About the Benjamins» выиграло в категории «Выбор зрителя» на церемонии MTV Video Music Awards 1998, а видео на ремикс на песню было номинировано на «Видео года». В 1998 году «Can’t Nobody Hold Me Down» был номинирован на премию «Грэмми» за лучшее рэп-исполнение дуэтом или группой на 40-й церемонии вручения премий «Грэмми».
| Награда                 | Год  | Номинированная работа                          | Категория                                 | Результат |
| ----------------------- | ---- | ---------------------------------------------- | ----------------------------------------- | --------- |
| Billboard Music Awards  | 1997 | Puff Daddy                                     | Рэп-исполнитель года                      | Победа    |
| Billboard Music Awards  | 1997 | «I’ll Be Missing You» (with Faith Evans & 112) | Рэп-сингл года                            | Победа    |
| MTV Video Music Awards  | 1997 | «I’ll Be Missing You» (with Faith Evans & 112) | Лучшее R&B-видео                          | Победа    |
| MTV Video Music Awards  | 1997 | «I’ll Be Missing You» (with Faith Evans & 112) | Выбор зрителя                             | Номинация |
| MTV Video Music Awards  | 1998 | «It’s All About the Benjamins (Rock Remix)»    | Видео года                                | Номинация |
| MTV Video Music Awards  | 1998 | «It’s All About the Benjamins»                 | Выбор зрителя                             | Победа    |
| MTV Europe Music Awards | 1997 | «I’ll Be Missing You» (with Faith Evans & 112) | Лучшая песня                              | Номинация |
| MTV Europe Music Awards | 1997 | «I’ll Be Missing You» (with Faith Evans & 112) | Выбор MTV                                 | Номинация |
| MTV Europe Music Awards | 1997 | Puff Daddy                                     | Лучший новый исполнитель                  | Номинация |
| MTV Europe Music Awards | 1998 | Puff Daddy                                     | Лучший мужской исполнитель                | Номинация |
| MTV Europe Music Awards | 1998 | Puff Daddy                                     | Лучший рэп-исполнитель                    | Номинация |
| Grammy Awards           | 1998 | No Way Out                                     | Лучший рэп-альбом                         | Победа    |
| Grammy Awards           | 1998 | «I’ll Be Missing You» (with Faith Evans & 112) | Лучшее рэп-исполнение дуэтом или группой  | Победа    |
| Grammy Awards           | 1998 | «Can’t Nobody Hold Me Down» (feat. Mase)       | Лучшее рэп-исполнение дуэтом или группой  | Номинация |
| Grammy Awards           | 1998 | Puff Daddy                                     | Лучший новый исполнитель                  | Номинация |
| Soul Train Music Awards | 1998 | No Way Out                                     | Лучший R&B/Soul или рэп-альбом года       | Номинация |
| Soul Train Music Awards | 1998 | No Way Out                                     | Лучший R&B/Soul альбом - группы или дуэта | Номинация |
| Soul Train Music Awards | 1998 | «I’ll Be Missing You» (with Faith Evans & 112) | Лучший R&B/Soul сингл - группы или дуэта  | Номинация |
| Soul Train Music Awards | 1998 | «I’ll Be Missing You» (with Faith Evans & 112) | Лучшее R&B/Soul или рэп-видео             | Победа    |